# 赫雷夏蒂克 (科諾托普區)
51°38′24″N 33°22′5″E / 51.64000°N 33.36806°E
赫雷夏蒂克（烏克蘭語：Хрещатик）是位於烏克蘭東北部的村莊，由蘇梅州科諾托普區的克羅萊韋茨市鎮負責管轄。該村距離迪迪夫希納、梅德韋傑韋、薩扎爾基和博什夫卡1.5公里，海拔高度154米，2001年人口97。